# Svartpälsbi
Svartpälsbi (Anthophora retusa) är ett stort humlelikt bi i familjen långtungebin. Inga underarter finns listade enligt Catalogue of Life.

## Beskrivning
Svartpälsbiet är ett stort bi med en längd på 13 till 15 millimeter. Utseendet påminner om humlor, i synnerhet vallhumlans arbetare är lika svartpälsbiet. Även den mörka formen av vårpälsbiets honor är en förväxlingsart. Ansiktet har gula markeringar i nederdelen, på munsköldens överdel och överläppen. Honan är svart med orange behåring på bakbenens pollenkorgar. Hanen har ljusbrun päls på huvud, mellankropp och första tergiten, samt resten av bakkroppen svart. Tungan är lång, omkring 12 mm, vilket gör att den kan suga nektar ur djupa rörformiga blommor. Vårpälsbiet har ett variabelt utseende och dess honor är i sin mörka form lätt att förväxla med svartpälsbiet; dock har vårpälsbina längre päls. Även dånpälsbiets honor är lika, men de är betydligt mindre. I Centraleuropa finns det dock en färgvarietet av honan med brunaktig päls på mellankroppen och den första tergiten (segmentet) på bakkroppen.

## Ekologi
Svartpälsbiet lever i sandiga eller lössjordartade, solexponerade miljöer med gott om blommor och gärna med kraftig människopåverkan, som sand- grus- och lertag, militära övningsområden, racerbanor, torra ruderatområden, åkrar, ängar, heder, dyner, vägslänter, sluttningar i bebyggda områden, dyner och hedområden, men även i rasbranter och klipplandskap. De samlar nektar och pollen från många olika blomarter, framför allt strävbladiga växter (som snokörtssläktet, oxtungor och vallörter), ärtväxter (som klovedelsläktet, vickersläktet, kvastginstsläktet, getväpplingar och vialsläktet) samt kransblommiga växter (som plistersläktet). Arten flyger mellan tidigt i april till mitten av juni, sällsynt in i juli.

### Fortplantning
Inför parningen patrulleringsflyger hanarna många födokällor för att få syn på parningsvilliga honor.
Honan gräver larvbon i branter, glesbevuxna sluttningar eller ruderatområden. Larvbona parasiteras ibland av praktsorgbiet, vars larver äter upp värdartens ägg eller dödar dess larv och lever på matförrådet. (Detta bi är dock utdött i Sverige.)

## Utbredning
Svartpälsbiet finns sällsynt i Västeuropa från södra England (norrut till Oxfordshire) och Kanalöarna samt österut via Europa, Centralasien, Sibirien och Mongoliet till norra Kina. I västra Europa verkar populationen vara på tillbakagång. I östra Europa är arten emellertid fortfarande vanlig.
I Sverige ser emellertid situationen litet ljusare ut (se nedan under Status), och där finns den i Blekinge, Småland, Västergötland, Östergötland, Södermanland, Västmanland samt på Öland och Gotland.
Biet saknas i Finland och Norge, men förekommer i Danmark och Estland.

## Status
Arten minskar generellt i Västeuropa. Som antytts i ekologiavsnittet söker sig arten gärna till lokaler med ganska brutal markbearbetning som militära övningsområden och täkter, där jorden är helt eller delvis bar. Nerläggning av övningsområden och sand- och grustag missgynnar alltså arten. Andra hot är igenväxning, besprutning med bekämpningsmedel, byggnation och plantering av skadade områden (som kan ske vid försök till återställning av exempelvis nerlagda täkter).
I Sverige gick arten också ner med början under det senare 1950-talet, och svartpälsbiet rödlistades som sårbart ("VU"). Kring 2007 vände utvecklingen emellertid, och kring 2018–2022 hämtade biet sig påtagligt, inte minst i Mälartrakten. 2020 blev biet rödlistat som nära hotat.

## Galleri

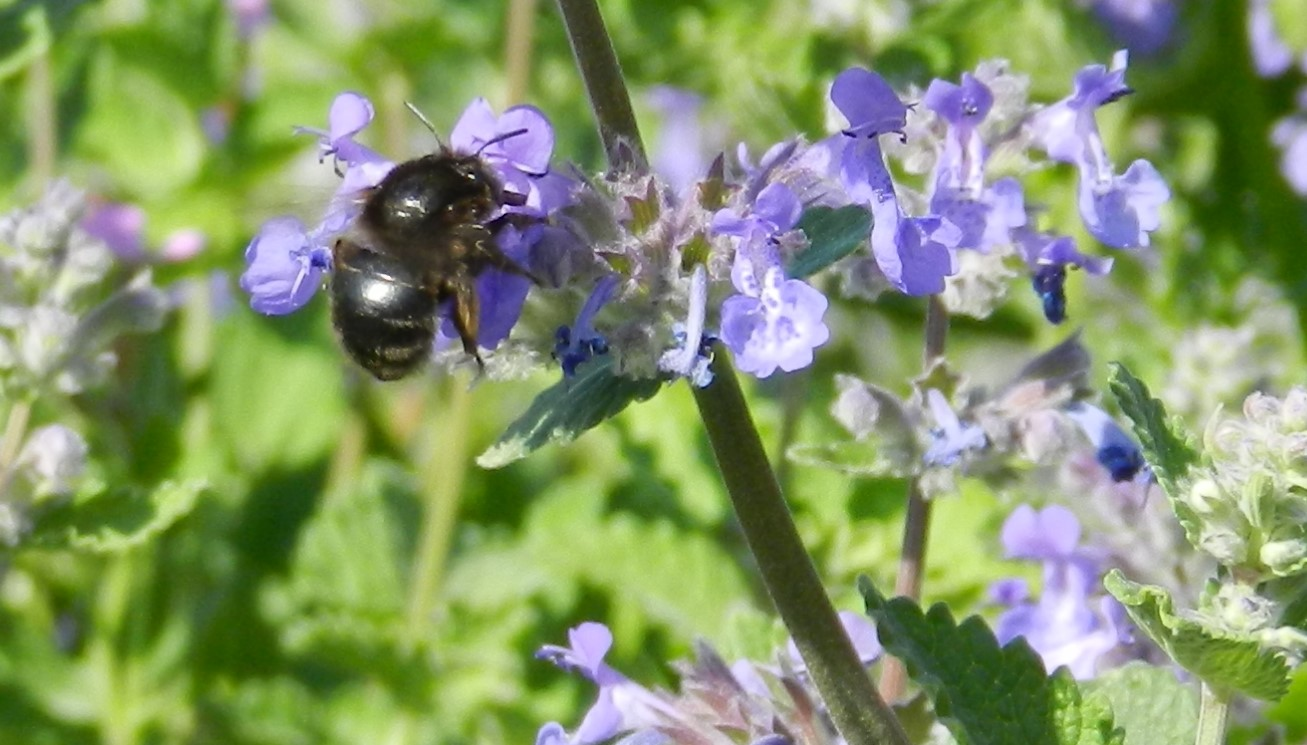
Hona.
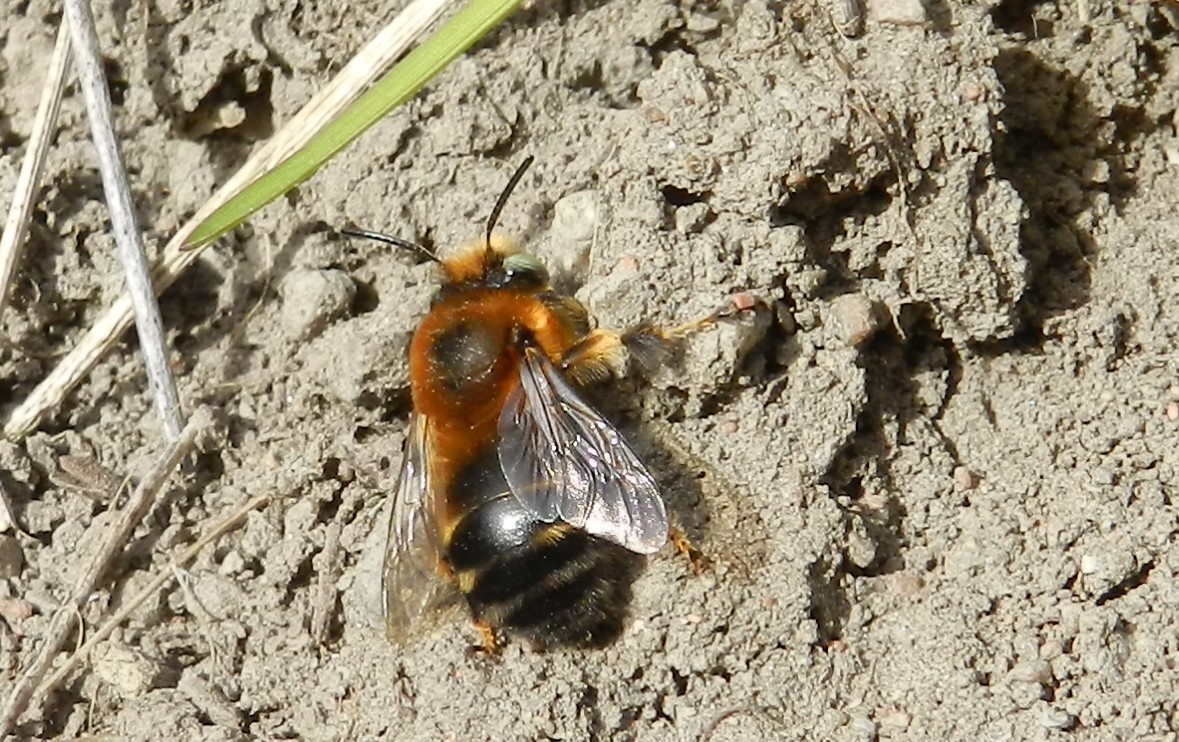
Hane.
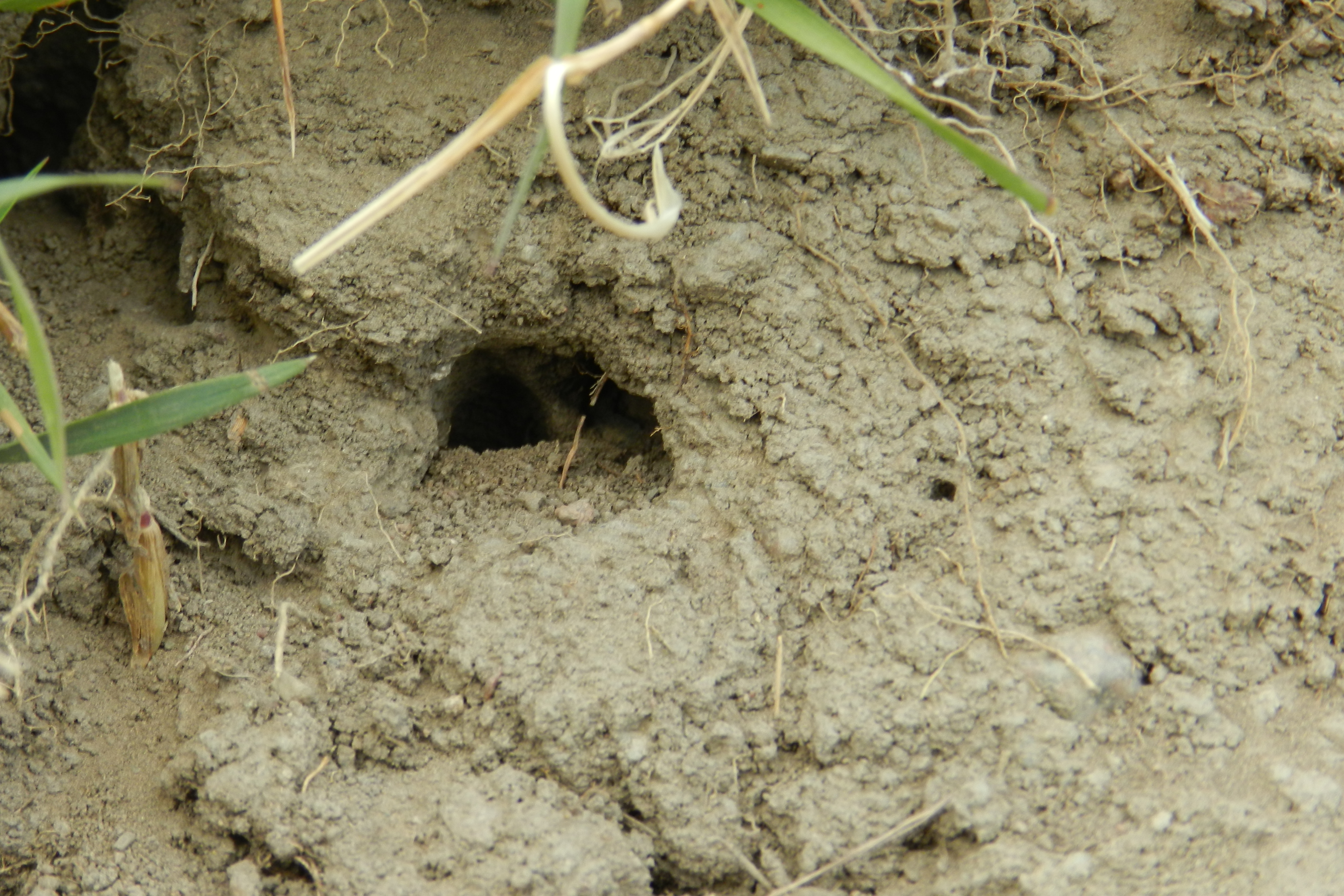
Tunnel till bohåla.